# Lajos Vajda
Lajos Vajda (6. srpna 1908 Zalaegerszeg – 7. září 1941 Budakeszi) byl maďarský malíř.
V letech 1927–1930 studoval na Akademii umění, kde byl studentem Istvána Csóka. V letech 1930–1934 navštěvoval, společně s Dezsõ Kornissem, školu Fernanda Léger v Paříži. Tam se poprvé blíže setkává s kubismem a surrealismem.
Žil a pracoval v maďarském městečku Szentendre. Pro svou práci sbíral po vzoru Bély Bartóka a Zoltána Kodálye maďarský folklórní materiál v Szentendre a Szigetmonostoru.
V Szentendre byl obklopen lidmi nejrůznějšího vyznání (katolíci, ortodoxní křesťané a židé) a ve svých dílech rád kombinoval jejich náboženské motivy. Dále na jeho obrazech nacházíme často motivy folklórní. Patrný je vliv surrealismu. Jeho posledními surrealistickýmim kresbami nástiny hrůz 2. světové války. V roce 1941 Vajda zemřel na tuberkulózu.
Často je považován za nejvýraznějšího představitele maďarské avantgardy. Jeho dílo výrazně ovlivnilo i umělce příštích generací, například umělce soustředěné v Evropské škole umění (založena roku 1945) nebo členy Studia Lajose Vajdy (založeno roku 1972).
Jeho díla se nacházejí v soukromých sbírkách i galeriích (mezi nimi i v Maďarské národní) a jeho osobě je věnováno Muzeum Lajose Vajdy v Szentendre.

## Slavná díla

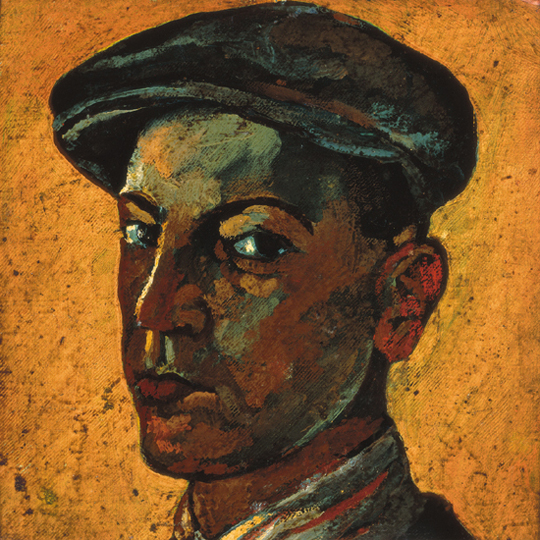
Kalapos önarckép, 1924
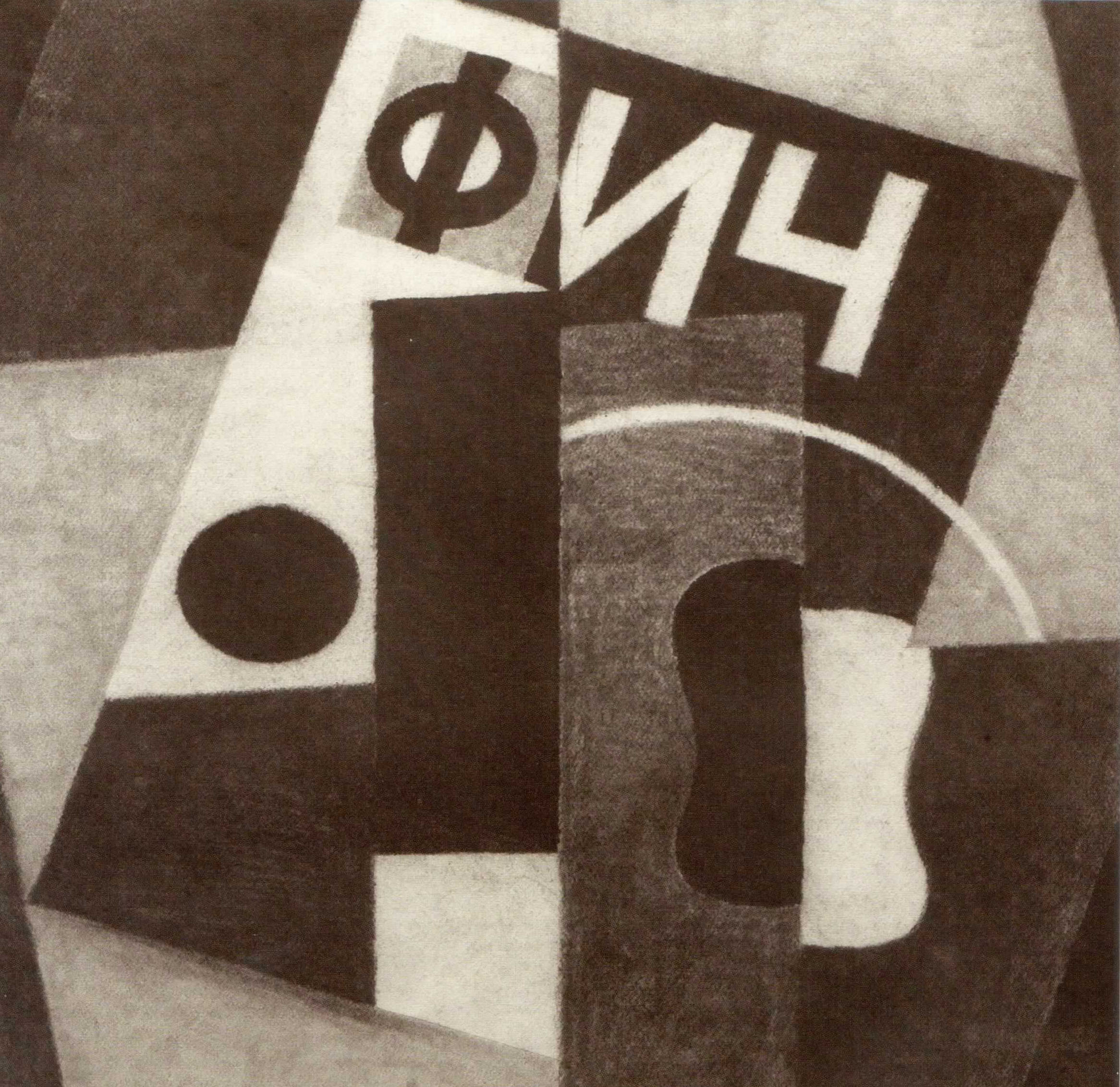
Fics, 1928
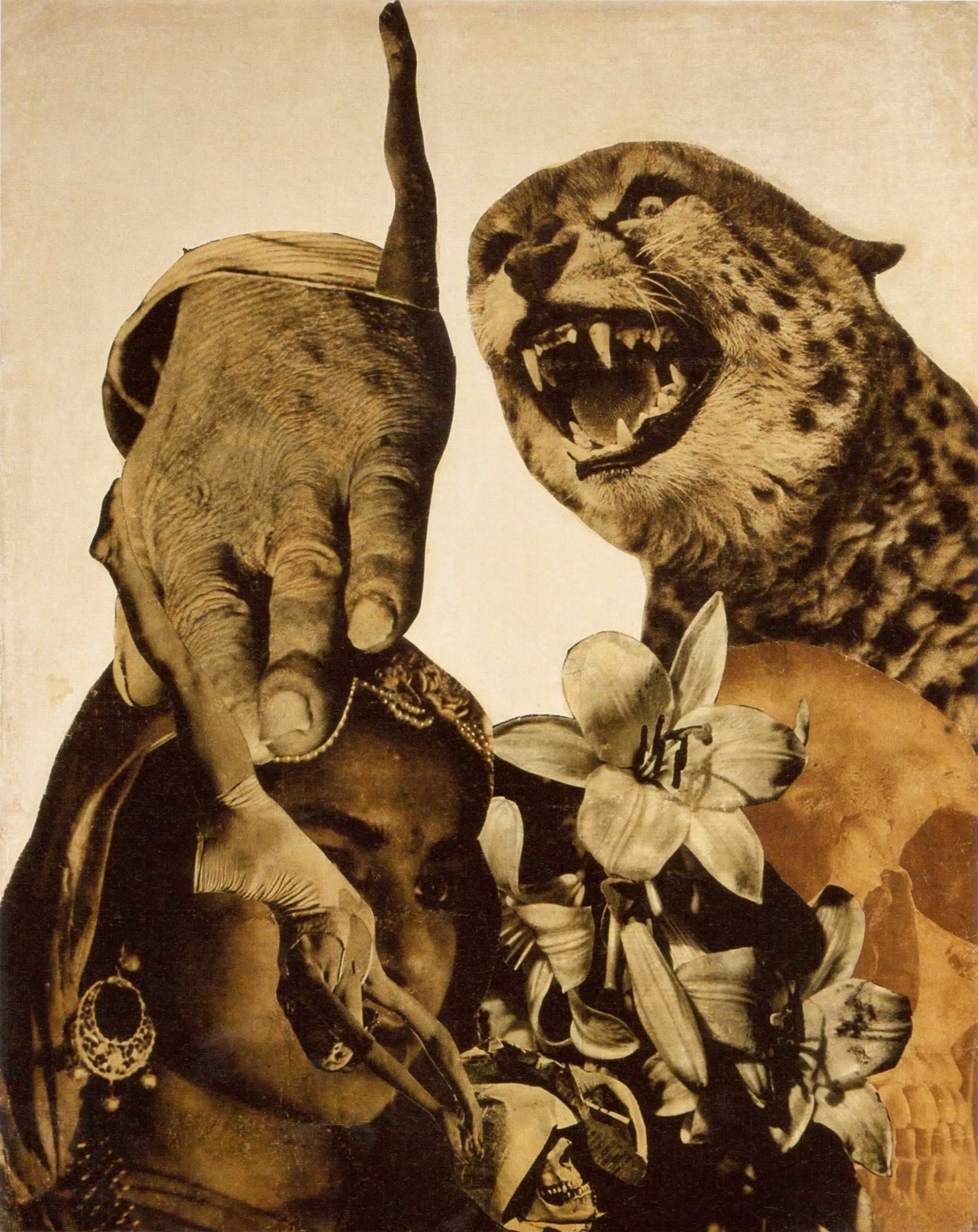
Párduc és liliom, 1930-33
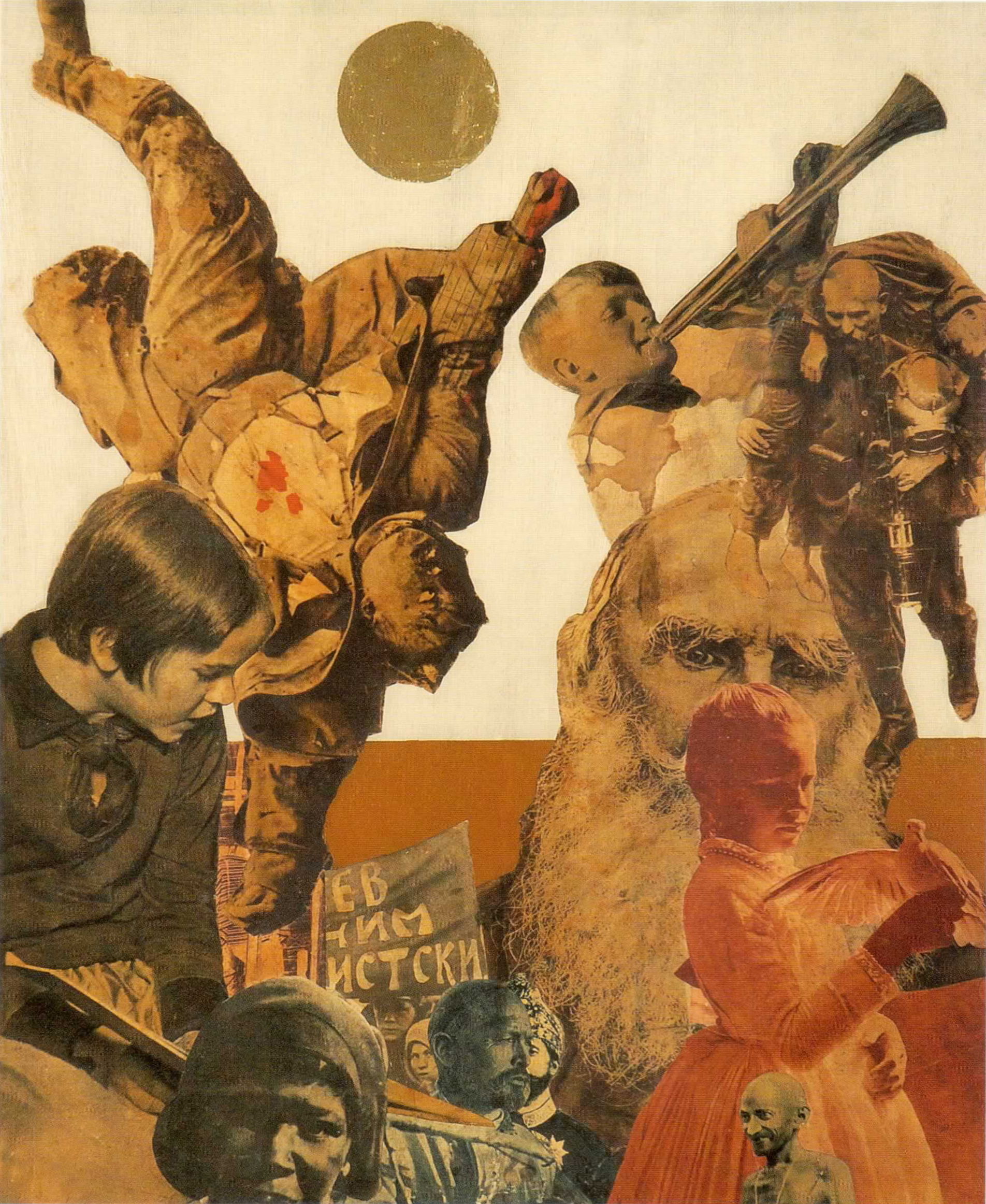
Tolsztoj és Gandhi, 1930-33
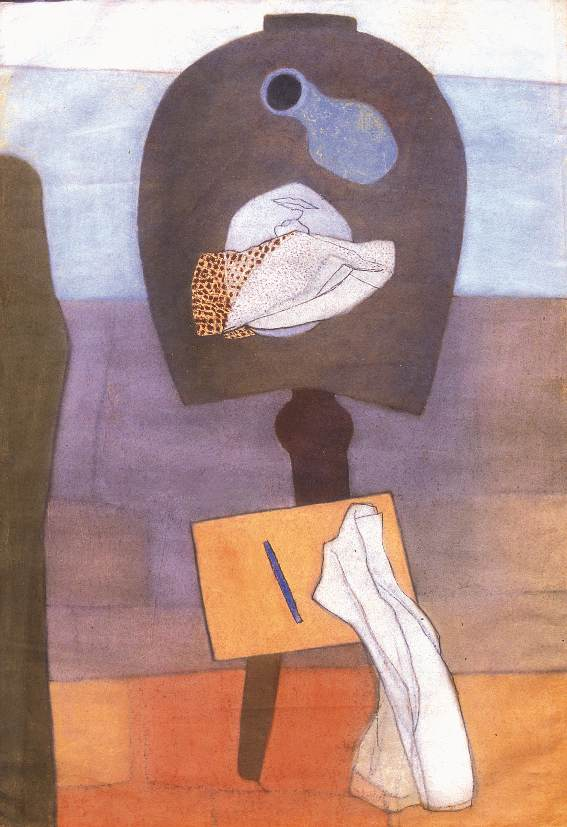
Csendélet patkóalakú asztalon, 1934
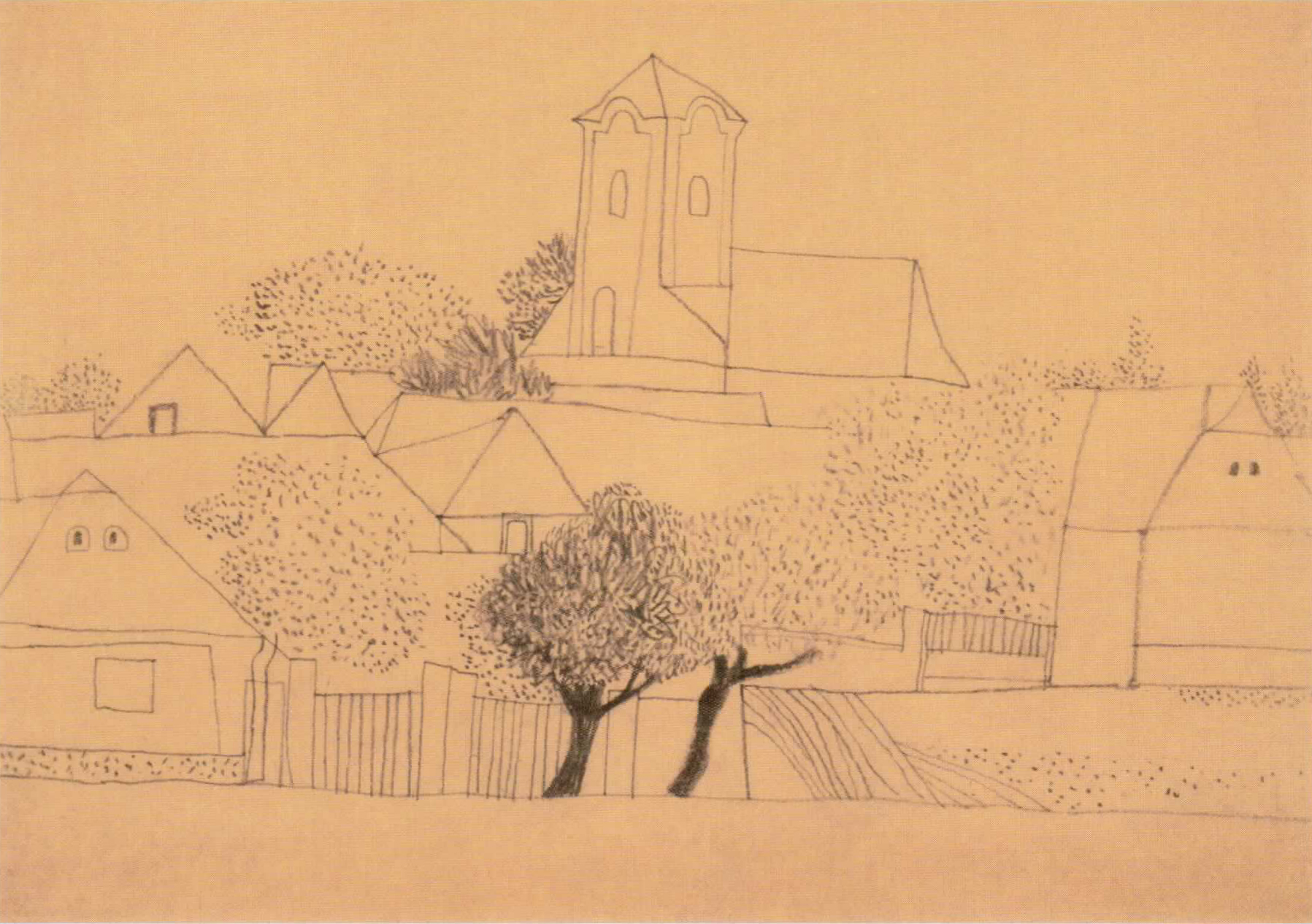
Templom, fák, pontozott formák, 1934
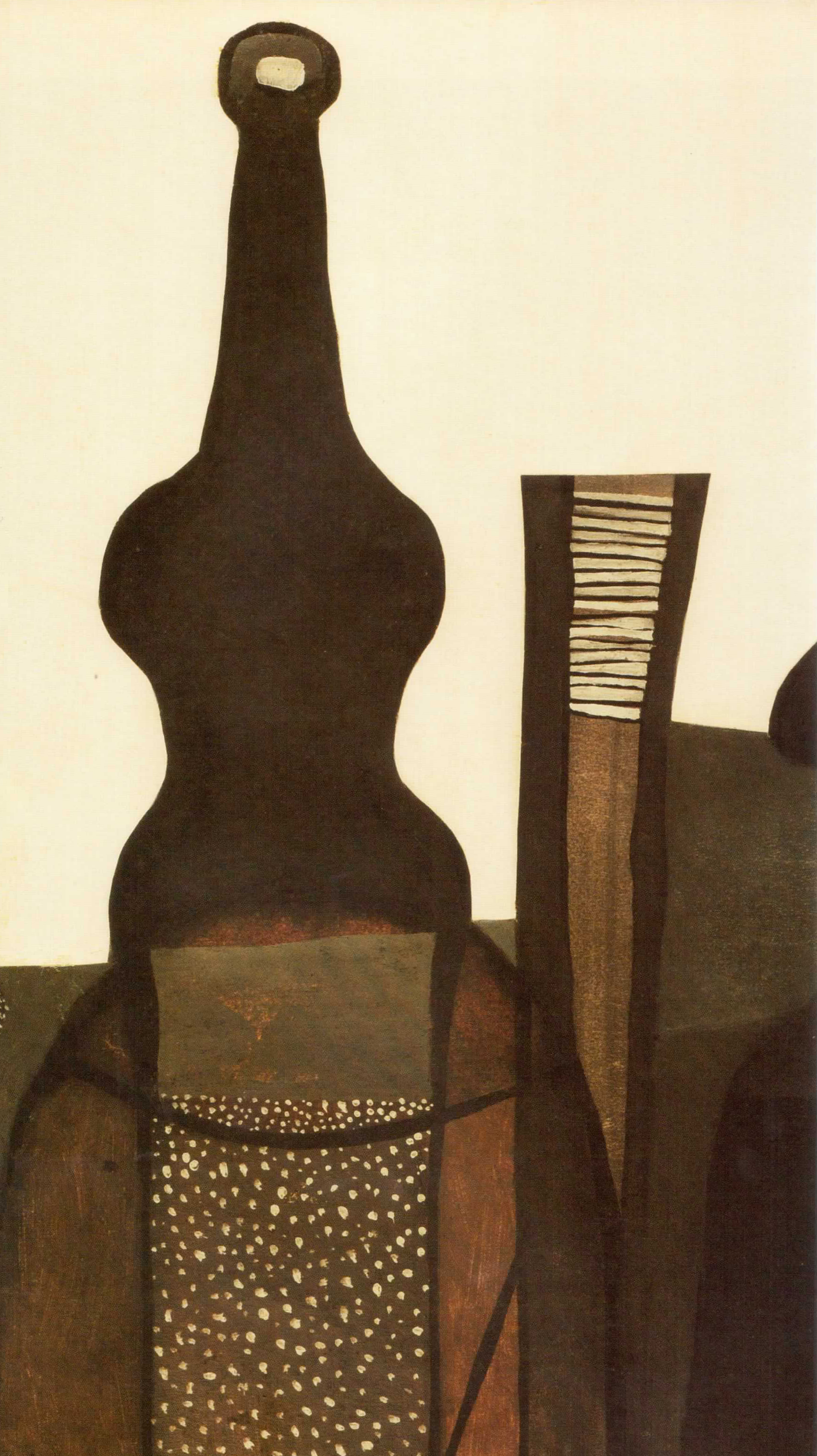
Torony, 1935
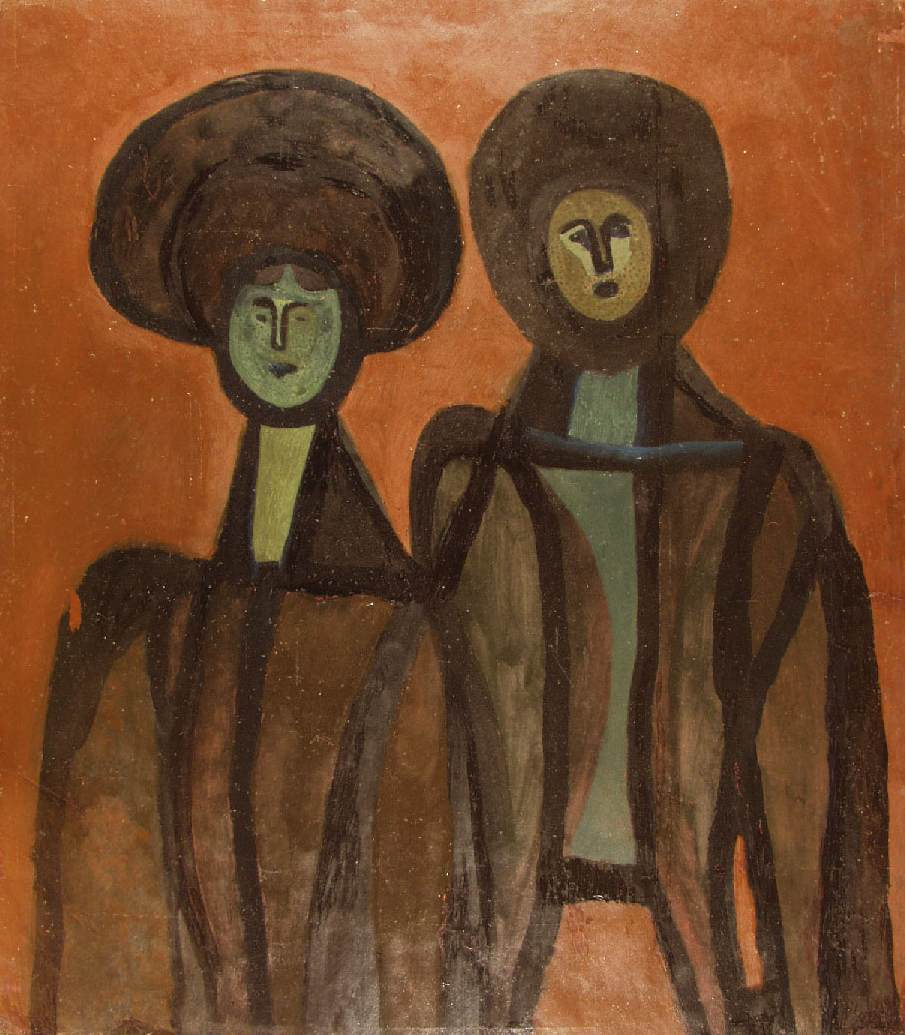
Két nővér, 1936
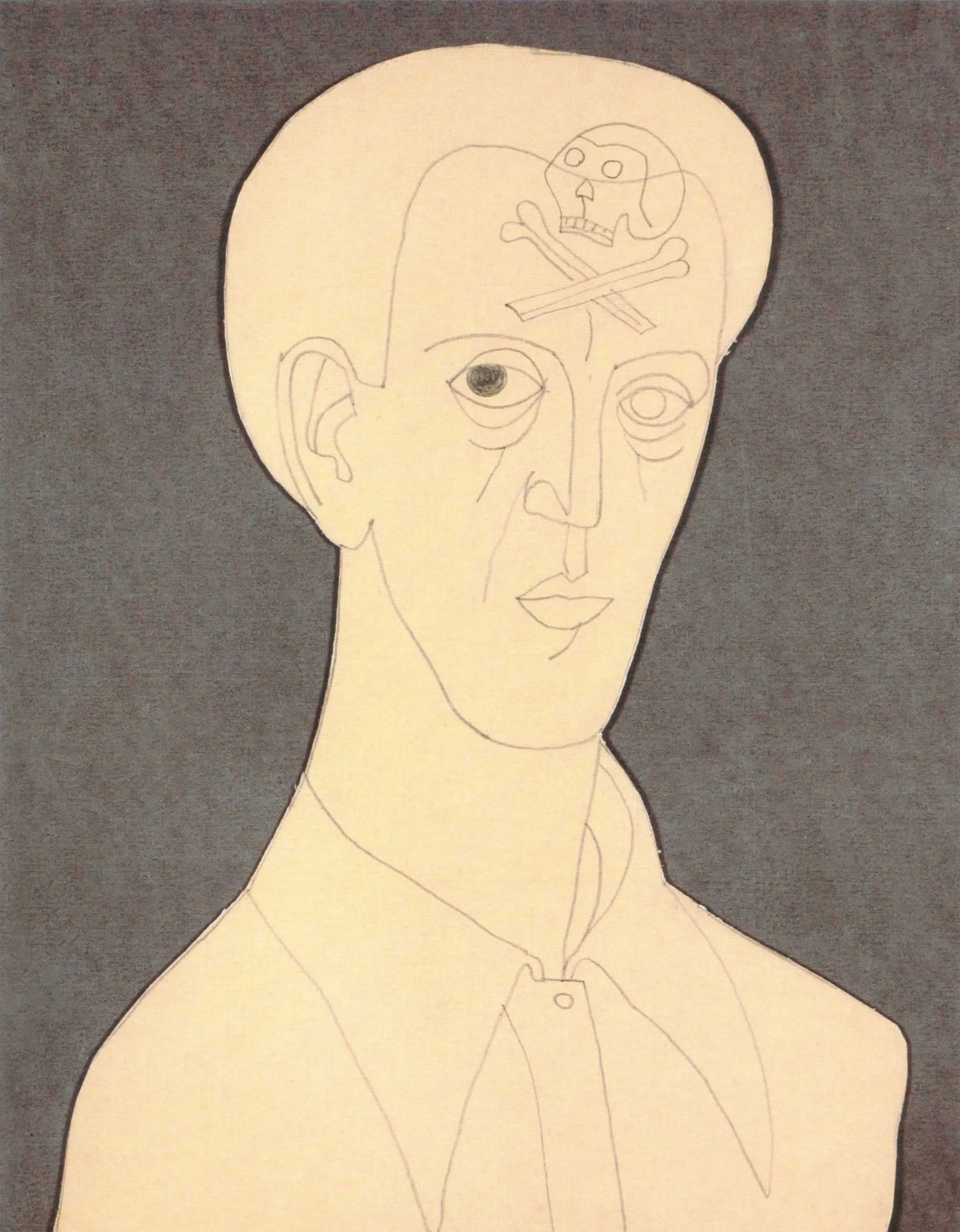
Önarckép koponyával, 1936
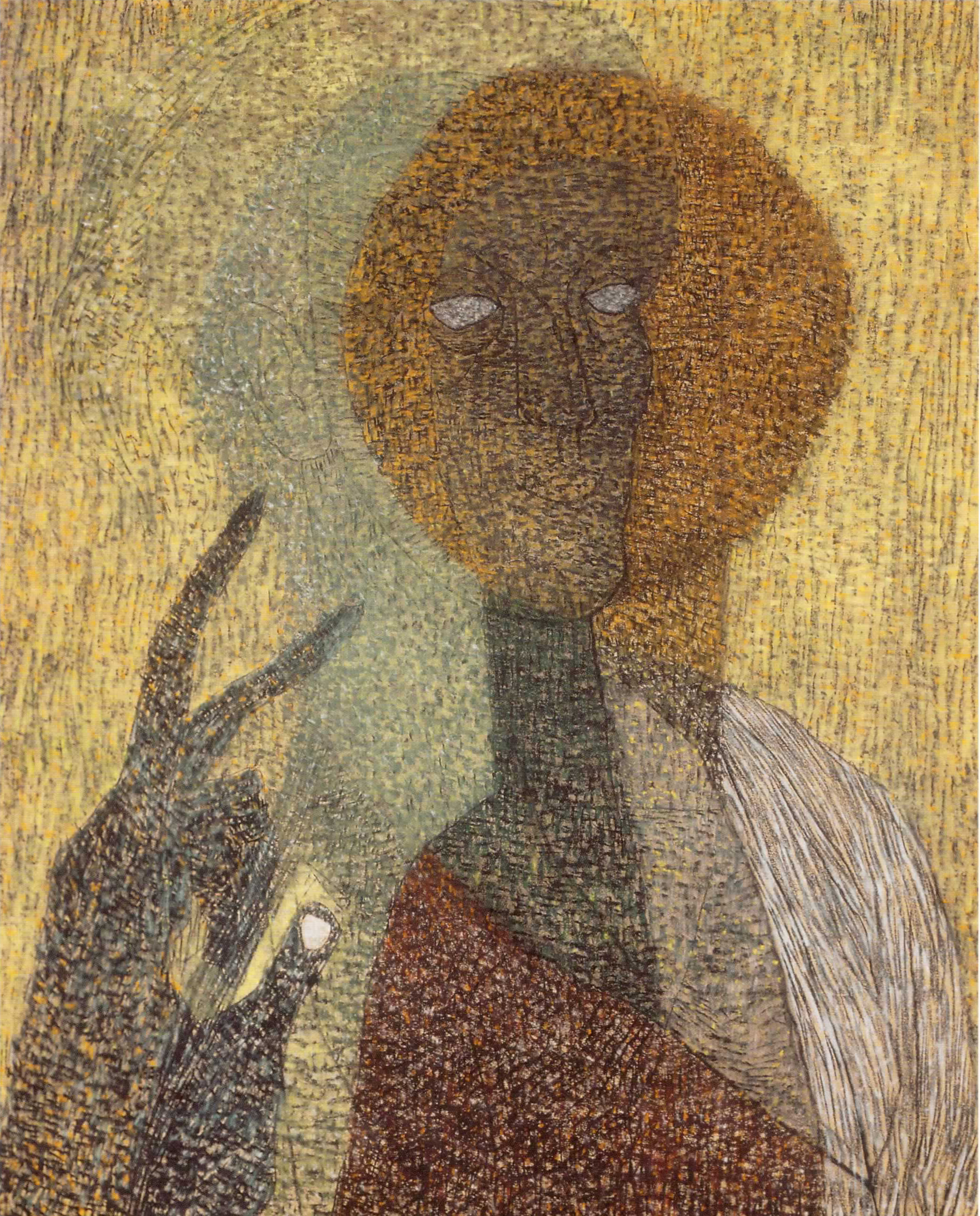
Felmutató ikonos önarckép, 1936
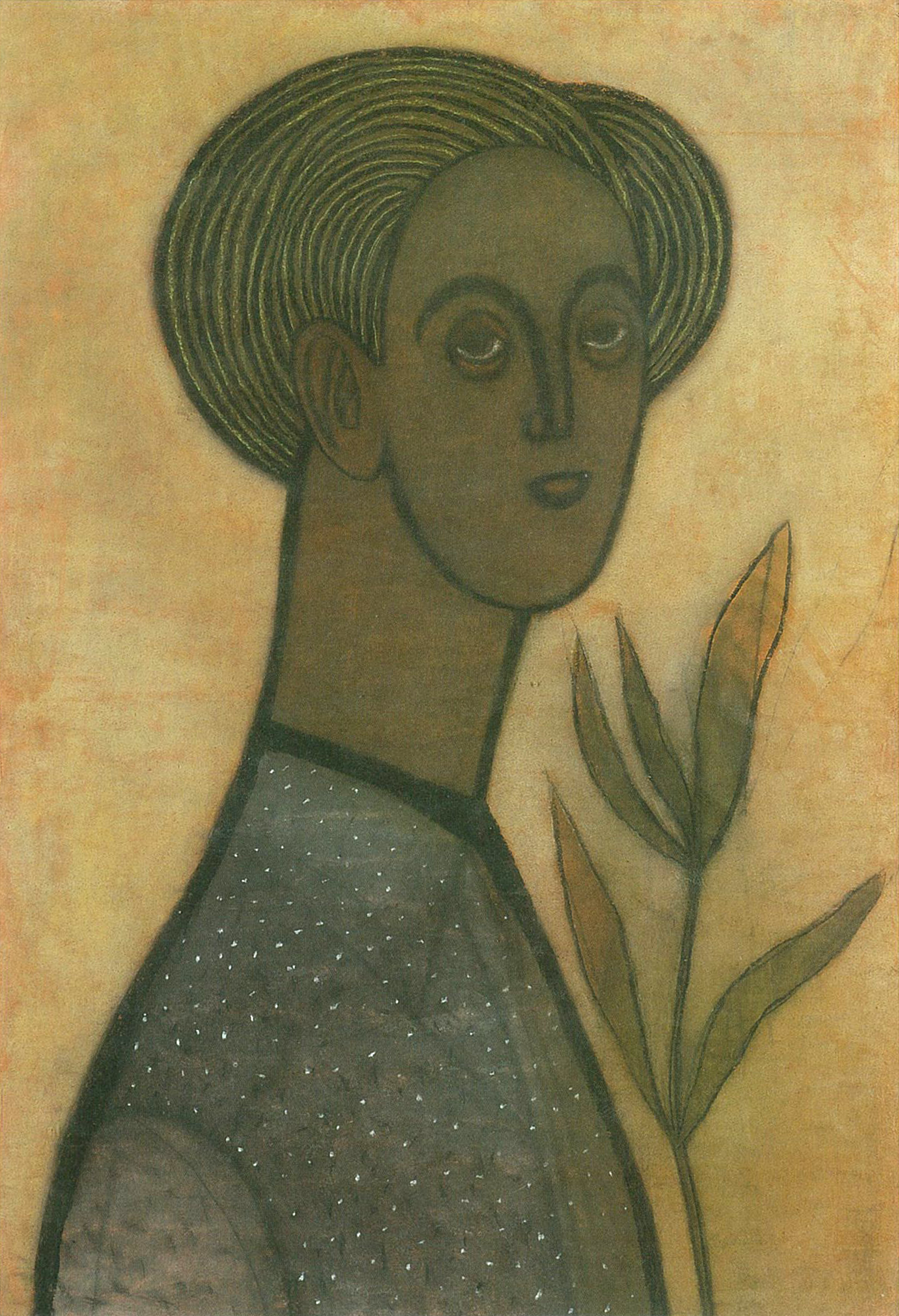
Liliomos önarckép 1936
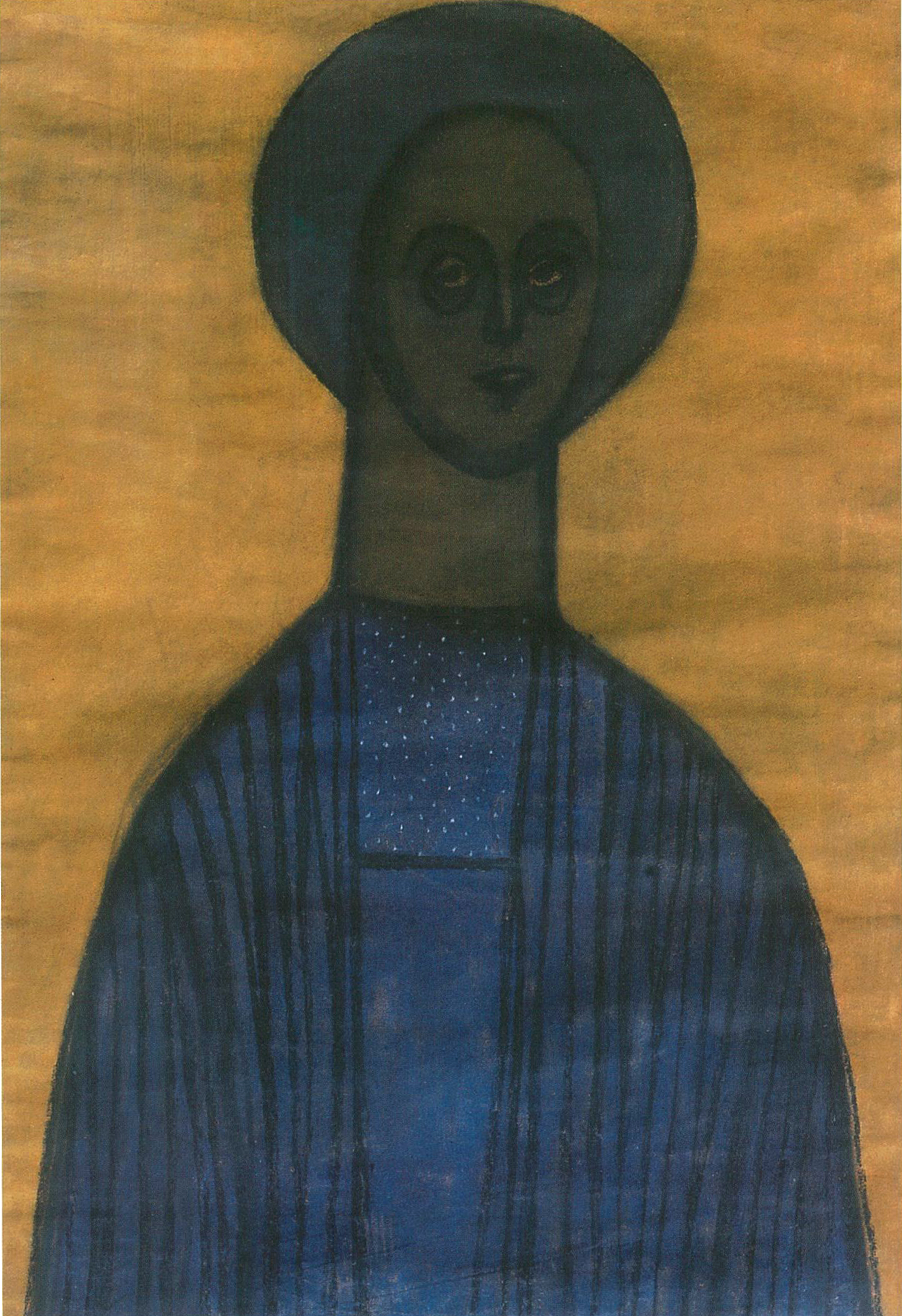
Ikonos önarckép, 1936
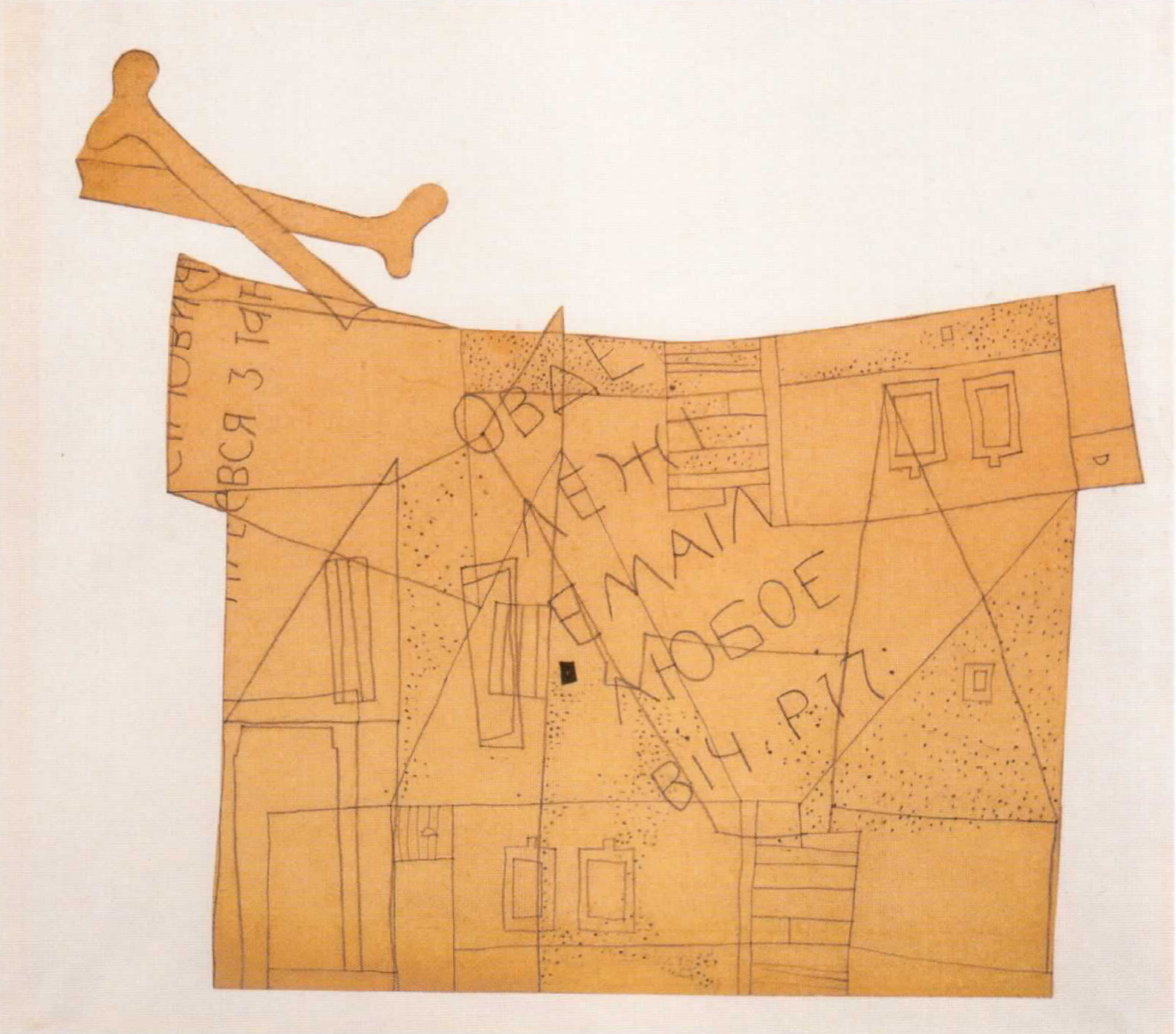
Házak ciril betűkkel, 1936
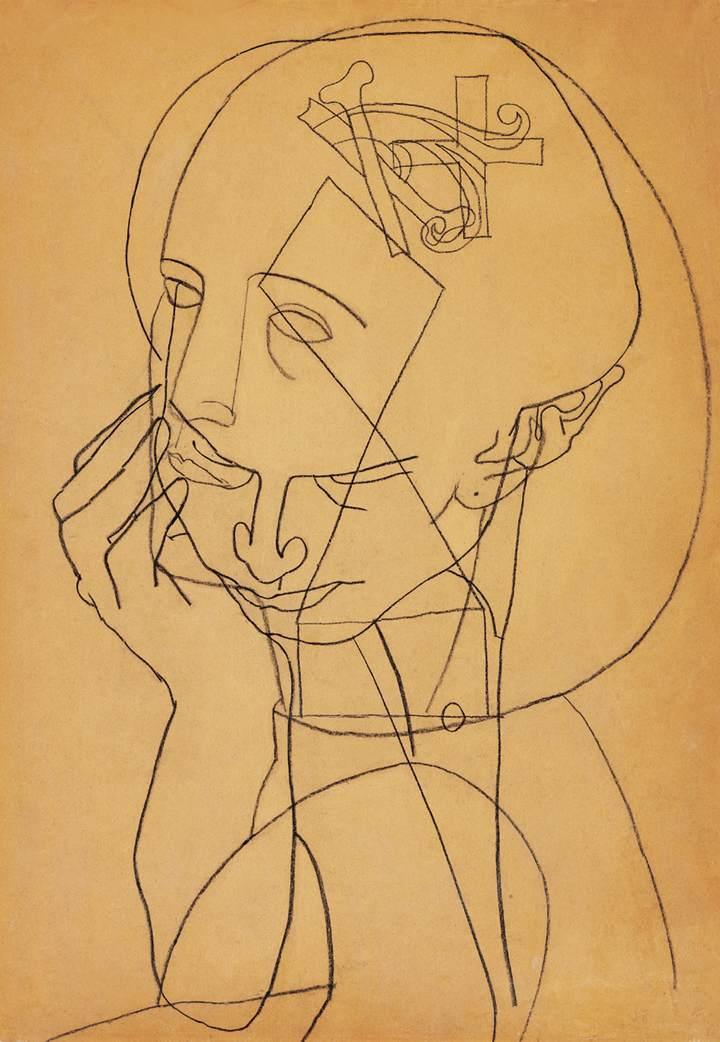
Barátok, 1937
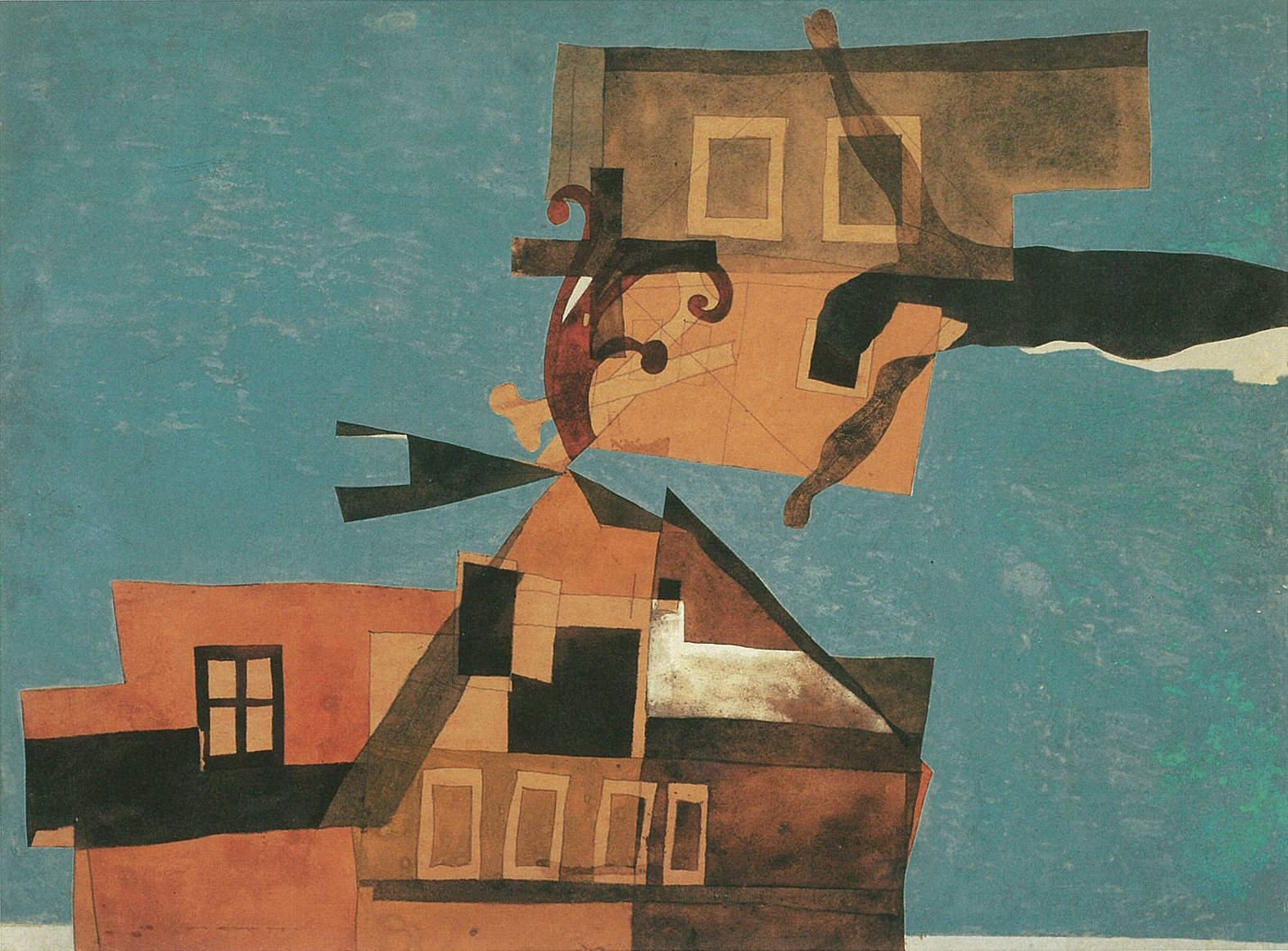
Szentendrei házak feszülettel, 1937
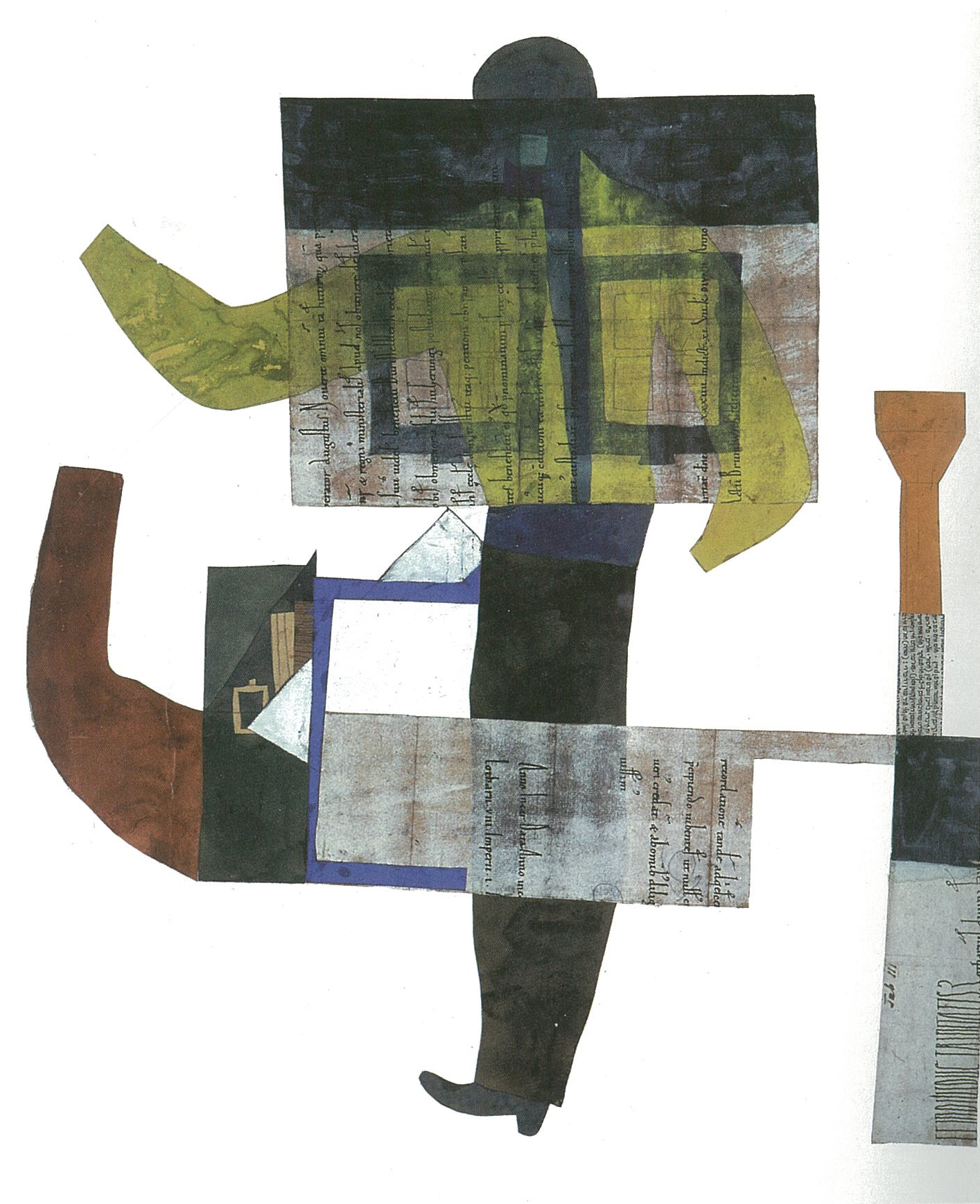
Kollázs a festő alakjával, 1937
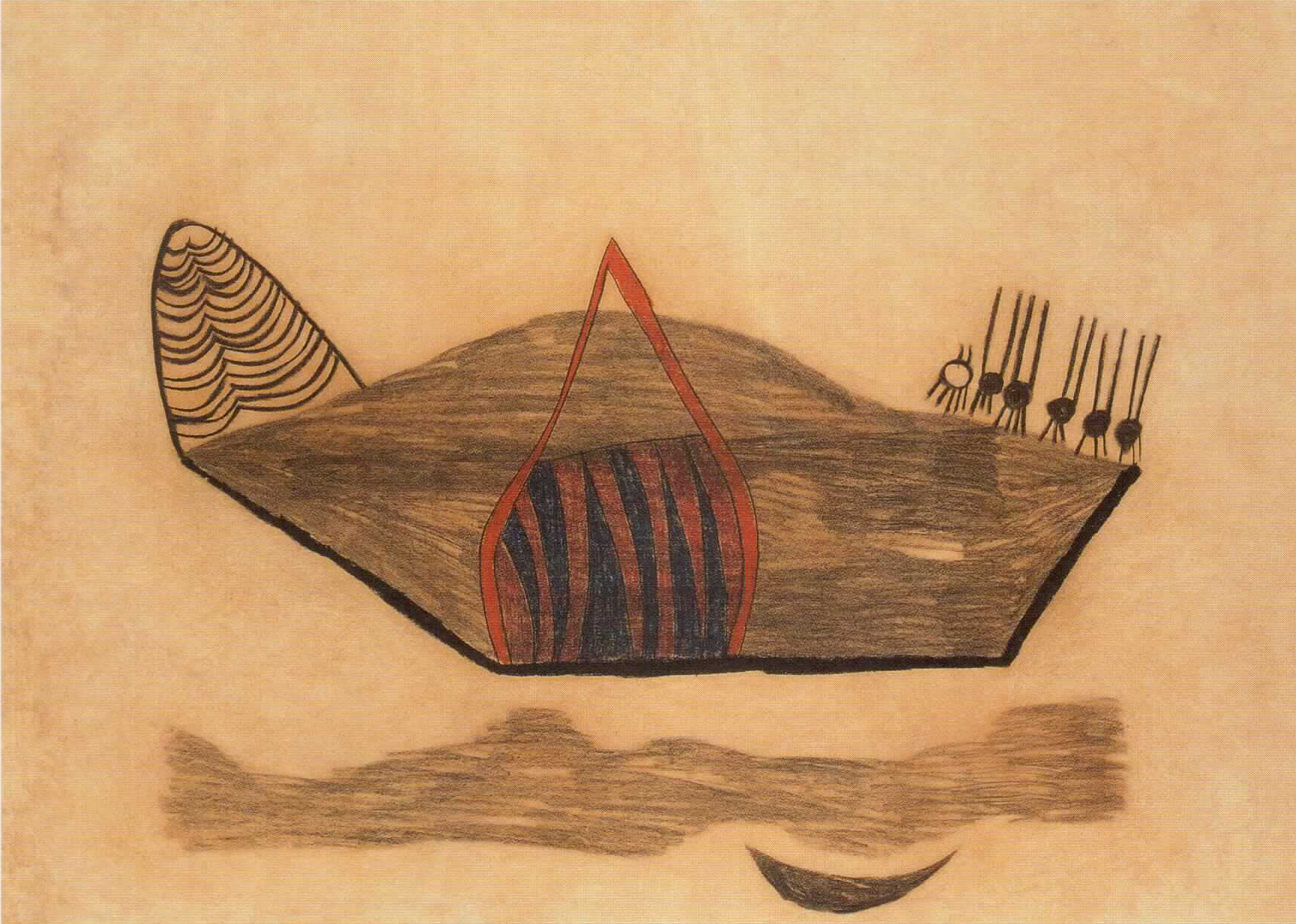
Indián csónak, 1938
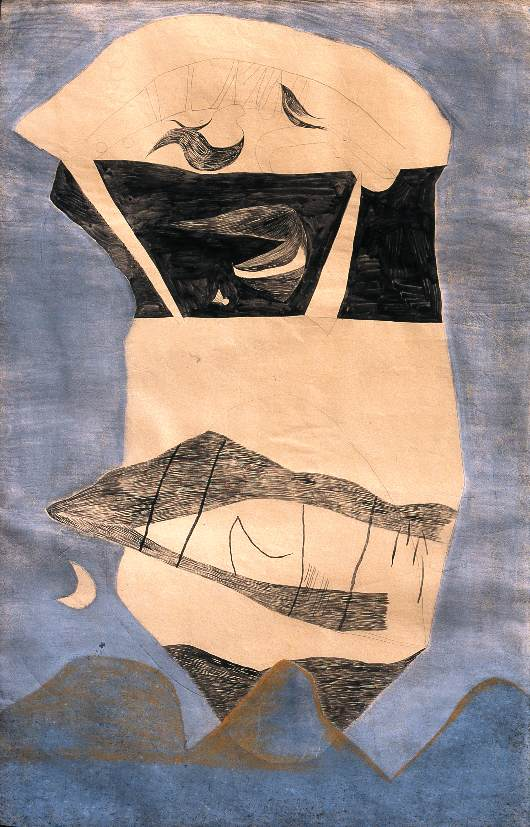
Óriás tájmaszk, 1938
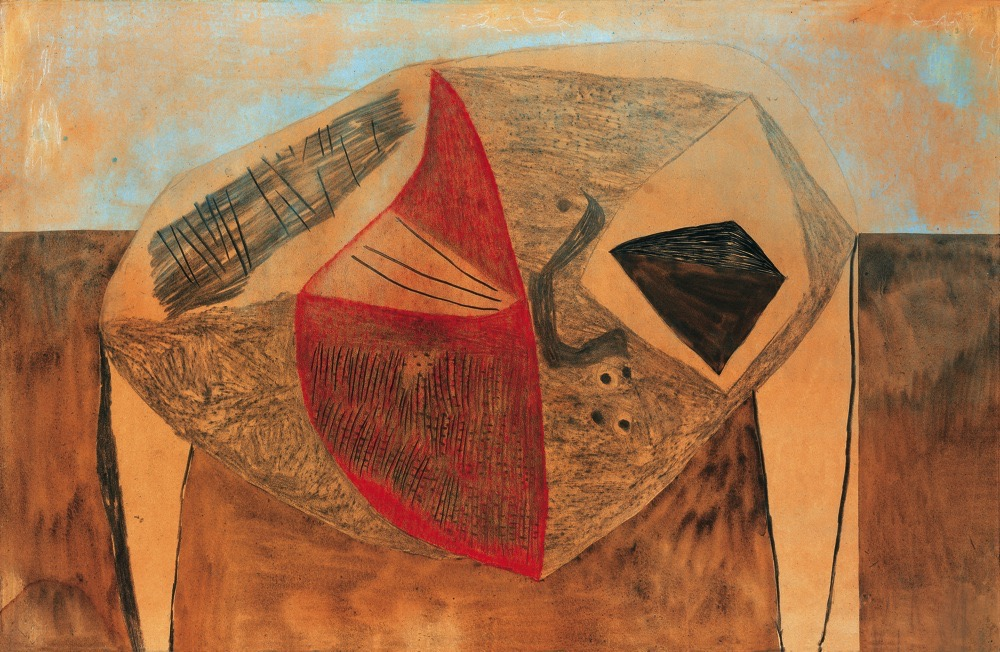
Őstermészet, 1938
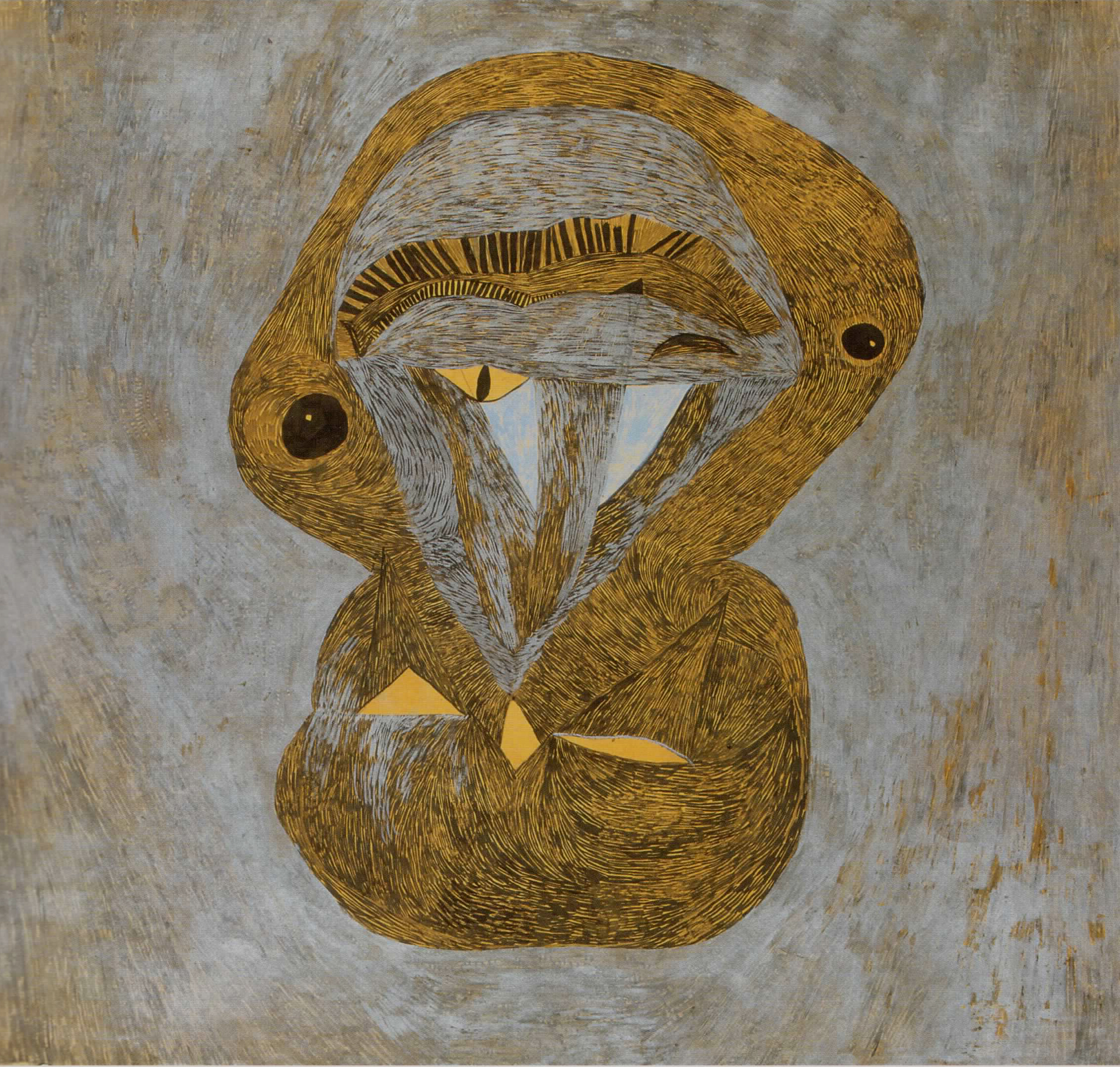
Ezüst Gnóm, 1940
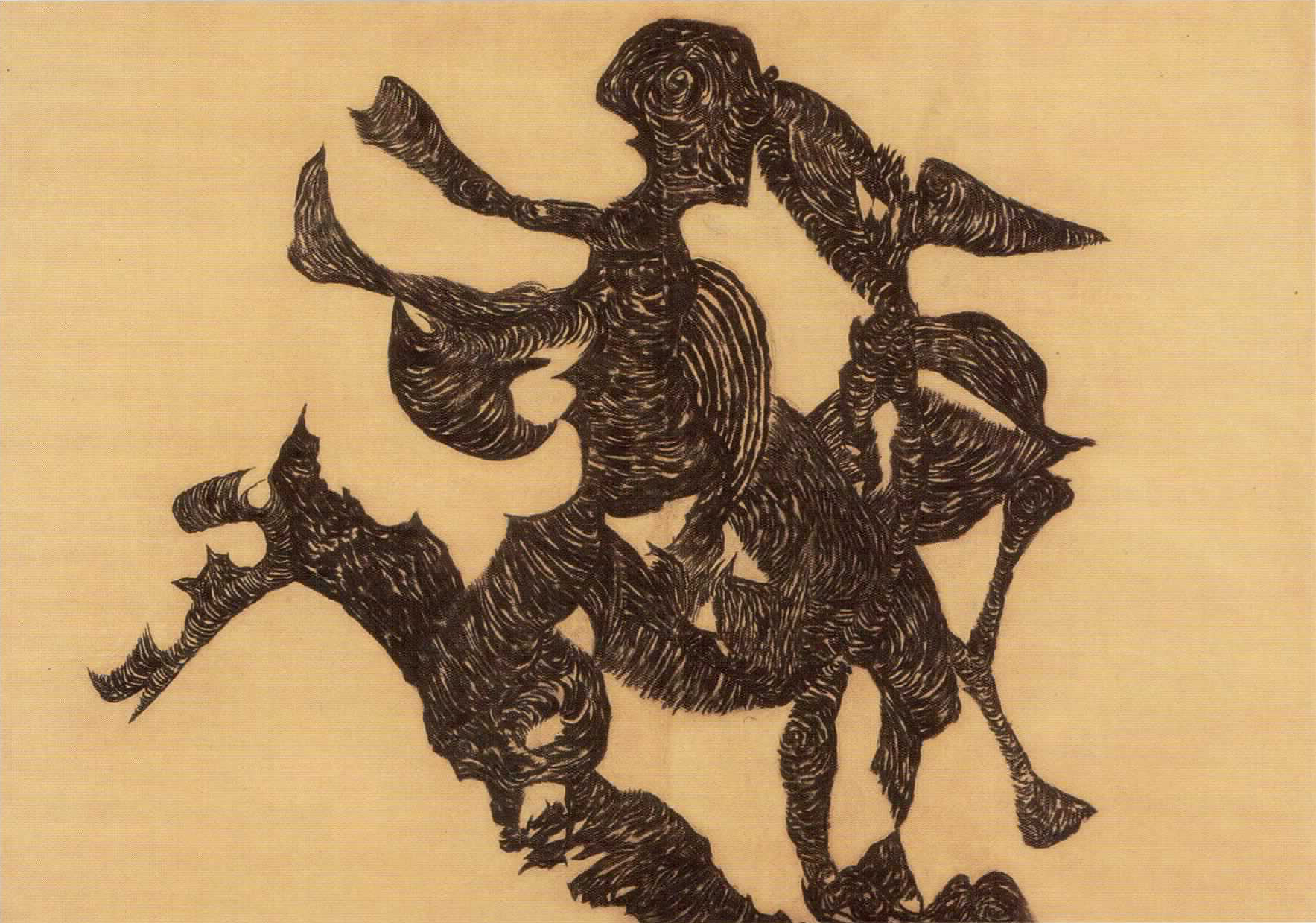
Lovas, 1940
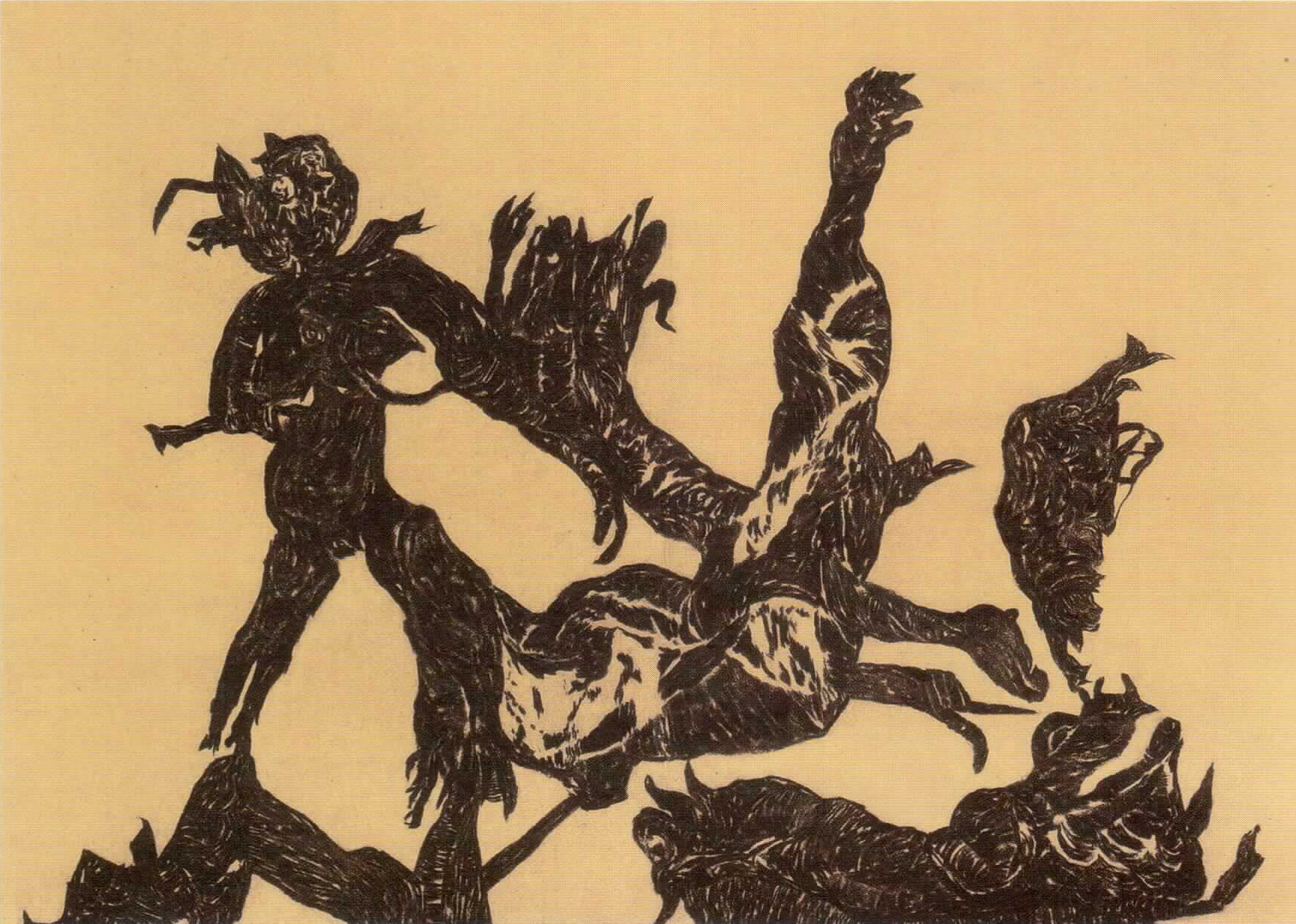
Háború - harc, 1940
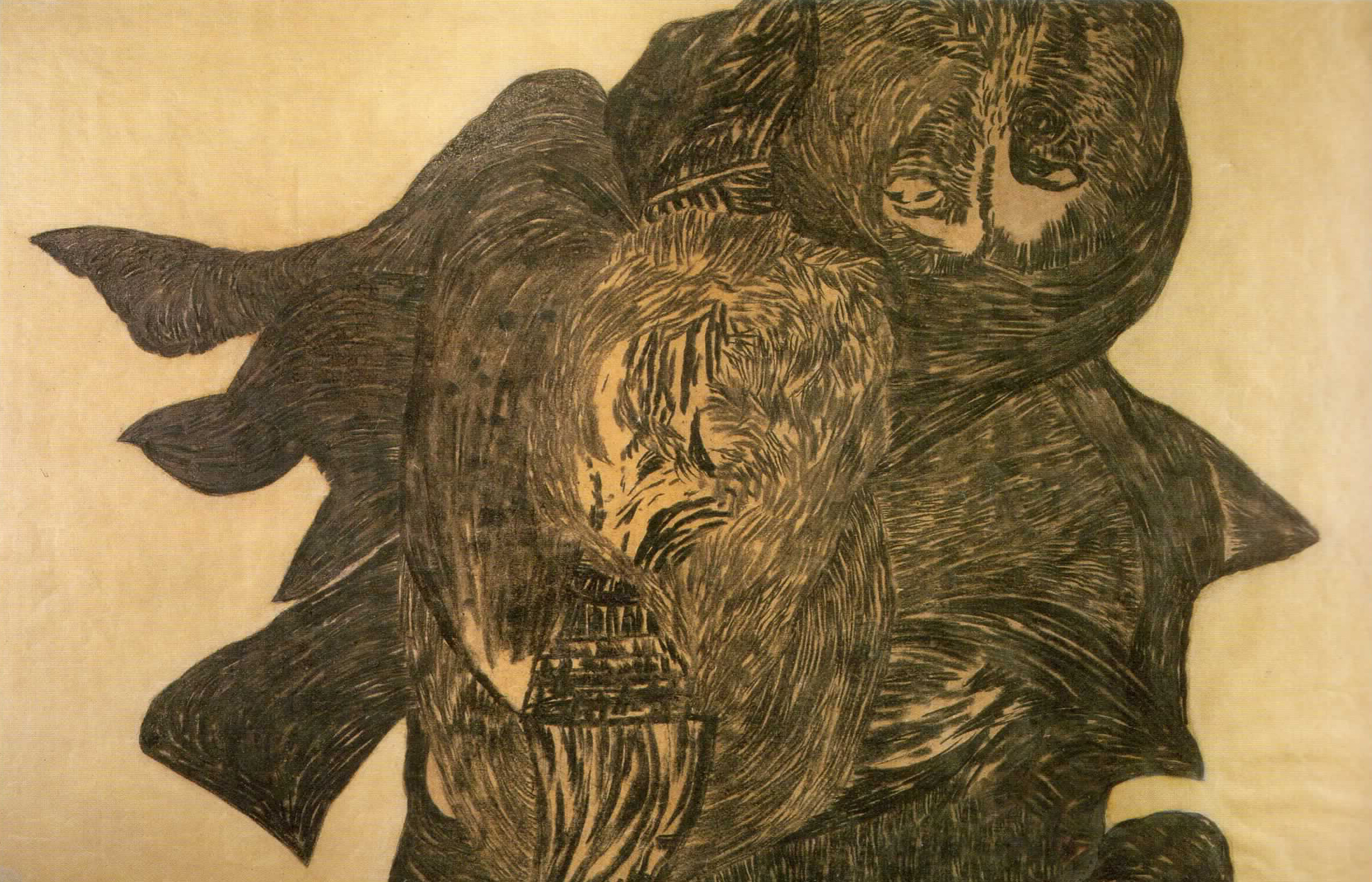
Bagoly fészekkel, 1940